# Leandro Oliveira
Leandro Aparecido Padilha de Oliveira (sinh ngày 2 tháng 1 năm 1988) là một cầu thủ bóng đá người Brasil.

## Sự nghiệp câu lạc bộ
Leandro Aparecido Padilha de Oliveira đã từng chơi cho Thespakusatsu Gunma.